# Jean-Claude Bolle-Reddat
 (mai 2019).
Si vous disposez d'ouvrages ou d'articles de référence ou si vous connaissez des sites web de qualité traitant du thème abordé ici, merci de compléter l'article en donnant les références utiles à sa vérifiabilité et en les liant à la section « Notes et références ».
 (mai 2019).
Jean-Claude Bolle-Reddat, né le 24 juin 1949 à Gilley (Doubs), est un acteur français.

## Biographie
Pendant ses études de sociologie, il débute au théâtre universitaire de Lyon  et devient professionnel en 1978. Depuis il a joué dans plus de soixante-dix  pièces.
Il a fait route avec Jean-Luc Lagarce de 1985 à 1991 au théâtre de la Roulotte à Besançon.
Il travaille ensuite trois ans à Lyon avec Jean-Louis Martinelli et le suit comme acteur permanent au Théâtre national de Strasbourg. De 1995 à 2000, comédien permanent au Théâtre national de Strasbourg, il dirige également des ateliers d'art dramatique au lycée international de Strasbourg et à l'école nationale supérieure d'art dramatique du TNS.
En 1999, c'est avec Didier Bezace qu’il commence un long parcours : cinq spectacles.
En 2005, il rejoint pour quelques années la compagnie Deschamps-Makeieff et en 2019, participe à la création du Bourgeois Gentilhomme de Molière M.E.S. de Jérôme Deschamps à l'Opéra royal du château de Versailles spectacle qui se tourne jusqu'en 2022.
Il joue avec Alain Françon, Jean Louis Benoit, Bruno Boëglin, Lancelot Hamelin, Géraldine Benichou, Gilles Chavassieux... Et depuis 2014 régulièrement avec Laurent Frechuret dans Richard 3, En attendant Godot (Estragon), Ervart, et plus récemment dans la remise de prix d'après Thomas Bernhard et Fin de Partie (Hamm)
Participe à une centaine de films et téléfilms avec François Ozon, Fabien Onteniente, Gabriel Aghion, Bertrand Van Effenterre, Boris Vial, Luc Besson, Robert Enrico, Josée Dayan, Louis Garel, Benoit Jacquot....
Il prête également sa voix à de nombreux films d'animation  et dramatiques radio.

## Théâtre
- 1978 : Candide de Voltaire, mise en scène Claude-Pierre Chavanon
- 1983 : Spartacus d'Éric Kahane, mise en scène Jacques Weber
- 1983 : Quand volent les méduses de Karl Valentin, mise en scène de Ch. Robert et Jean-Claude Bolle-Reddat
- 1983 : Don Quichotte de Miguel de Cervantes, mise en scène Diden Berramdane
- 1984 : La Mariée de Philippe Faure, mise en scène de l’auteur
- 1985 : Hollywood de Jean-Luc Lagarce, mise en scène de l’auteur
- 1986 : Quatre hommes à vendre d'Élisabeth Marie, mise en scène de l’auteur
- 1986 : Instructions aux domestiques de Jonathan Swift, mise en scène Jean-Luc Lagarce
- 1987 : Dommage qu'elle soit une putain de John Ford, mise en scène Jean-Luc Lagarce
- 1988 : Le Legs de Marivaux, mise en scène Jean Maisonnave
- 1989 : La Sonate et les trois messieurs de Jean Tardieu, mise en scène Michel Pruner
- 1989 : Les Grenouilles d'Aristophane, mise en scène Élisabeth Marie
- 1990 : La Résurrection de Lazare de Gérard François, mise en scène Noël Jovignot
- 1991 : Quel petit vélo à guidon chromé au fond de la cour ? de Georges Perec, mes de J-P Laurent
- 1991 : La Véritable Histoire de Ah Q de Lu Xun, mise en scène Michel Vericel
- 1991 : La Cantatrice chauve d'Eugène Ionesco, mise en scène Jean-Luc Lagarce
- 1992 : Les Œufs fatidiques de Mikhaïl Boulgakov, mise en scène Anne Courel
- 1992 : L'Église de Louis-Ferdinand Céline, mise en scène Jean-Louis Martinelli
- 1992 : Le Crabe de Gérard François, mise en scène Michel Pruner
- 1993 : Messieurs les ronds-de-cuir de Georges Courteline, mise en scène André Fornier
- 1993 : Les Marchands de gloire de Marcel Pagnol et Paul Nivoix, mise en scène Jean-Louis Martinelli, MC93 Bobigny, tournée
- 1994 : Les Marchands de gloire de Marcel Pagnol et Paul Nivoix, mise en scène Jean-Louis Martinelli, Théâtre de Nice, La Ferme du Buisson, Théâtre national de Strasbourg, tournée
- 1995-1999 : comédien permanent au Théâtre national de Strasbourg
- 1995 : Roberto Zucco de Bernard-Marie Koltès, mise en scène Jean-Louis Martinelli, Théâtre national de Strasbourg
- 1995 : L'Année des treize lunes de Rainer Werner Fassbinder, mise en scène Jean-Louis Martinelli, Festival d'Avignon, Théâtre national de Strasbourg, Grande halle de La Villette
- 1995 : Voyage à l'intérieur de la tristesse d'après Rainer Werner Fassbinder, mise en scène Jean-Louis Martinelli, Festival d’Avignon
- 1996 : Roberto Zucco de Bernard-Marie Koltès, mise en scène Jean-Louis Martinelli, Théâtre Nanterre-Amandiers
- 1996 : Vengeance tardive de Jacques Rebotier, mise en scène de l'auteur, Théâtre national de Strasbourg
- 1997 : Germania 3 d'Heiner Müller, mise en scène Jean-Louis Martinelli, Théâtre national de Strasbourg, Théâtre du Nord, Dramaten Stockholm
- 1997 : Camping 2000 de Géraud Didier, mise en scène Jossi Wieler
- 1998 : Germania 3 d'Heiner Müller, mise en scène Jean-Louis Martinelli, Théâtre national de la Colline
- 1998 : Vengeance tardive de Jacques Rebotier, mise en scène de l'auteur, Théâtre Nanterre-Amandiers
- 1998 : Je veux me divertir de Pierre Michon, mise en scène Jean-Claude Bolle-Reddat
- 1998 : Emmanuel Kant Comédie de Thomas Bernhard, mise en scène Jean-Louis Martinelli
- 1999 : Music-Hall de J-L Lagarce, mise en scène Alain Fromager
- 1999 : Le Colonel-oiseau de Hristo Boytchev, mise en scène Didier Bezace
- 2001 : Feydeau Terminus d'après Georges Feydeau, mise en scène Didier Bezace
- 2002 : Ici, ici, ici de Lancelot Hamelin
- 2002 : Roucoulades, cabaret-concert
- 2002 : L'École des femmes de Molière, mise en scène Didier Bezace
- 2002 : La Trilogie de la villégiature de Carlo Goldoni, mise en scène Jean-Louis Benoît
- 2004 : Bartleby d'Herman Melville, mise en scène David Géry
- 2004 : Le Chemin de Damas d'August Strindberg, mise en scène Robert Cantarella, Théâtre Dijon-Bourgogne, Théâtre national de Strasbourg, Théâtre national de la Colline
- 2005 : L'Affaire de la rue de Lourcine d'Eugène Labiche, mise en scène Jérôme Deschamps et Macha Makeieff
- 2007 : La Méchante Vie d'Henri Monnier, mise en scène Jérôme Deschamps et Macha Makeieff
- 2008 : Une belle journée de Noëlle Renaude, mise en scène J-P Sermadiras
- 2008 : Les Larmes d'Ulysse d’après Homère, mise en scène Géraldine Bénichou
- 2008 : Les Corbeaux d'Henry Becque, mise en scène Anne Bisang
- 2008 : Les Quatre Vérités de Marcel Aymé, mise en scène Raymond Acquaviva
- 2009 : Les Brigands d’Offenbach, mise en scène Jérôme Deschamps et Macha Makeieff
- 2010 : À la tombée de la nuit de Peter Turrini, mise en scène Gilles Chavassieux
- 2010 : Le Prix Martin d'Eugène Labiche, mise en scène Bruno Boëglin, Théâtre des Célestins
- 2001 : Cabot, spectacle de Charly Marty
- 2012 : Petites Histoires stupéfiantes de Noëlle Renaude, m.e.s. Charly Marty
- 2012 : Que la noce commence d'Horațiu Mălăele, JL Benoit m.e.s. Didier Bezace
- 2014 : Richard III de William Shakespeare, mise en scène Laurent Fréchuret
- 2015 : Le Dindon de Georges Feydeau, mise en scène Philippe Clément
- 2015 : En attendant Godot de Samuel Beckett, mise en scène Laurent Fréchuret, Festival d'Avignon
- 2015 : La Cerisaie de Tchekhov, mise en scène Christian Benedetti
- 2018 : Un mois à la campagne de Ivan Tourgueniev, mise en scène Alain Françon, théâtre Déjazet
- 2019 : Ervart ou les derniers jours de Frédéric Nietzsche de Hervé Blutsch, mise en scène Laurent Fréchuret, théâtre du Rond-Point
- 2019 - 2020 : Le Bourgeois gentilhomme de Molière, mise en scène Jérôme Deschamps, Opéra royal du château de Versailles, théâtre des Célestins, tournée
- 2023 : Fin de partie de Samuel Beckett, mise en scène Laurent Fréchuret, festival off d'Avignon
- 2024 : Mes prix littéraires de Thomas Bernhard, mise en scène Laurent Fréchuret, tournée

## Filmographie

### Cinéma
- 1986 : Zone rouge de Robert Enrico
- 1987 : De guerre lasse de Robert Enrico
- 1989 : Comédie d'été de Daniel Vigne
- 1990 : Nikita de Luc Besson
- 1991 : Les Fleurs du mal de Jean-Pierre Rawson
- 1993 : Boulevard des hirondelles de Josée Yanne
- 1993 : Poisson-lune de Bertrand Van Effenterre
- 2001 : Belphégor, le fantôme du Louvre de Jean-Paul Salomé
- 2003 : Ripoux 3 de Claude Zidi
- 2004 : Folle Embellie de Dominique Cabrera
- 2004 : Tout pour l'oseille de Bertrand Van Effenterre
- 2005 : L'un reste, l'autre part de Claude Berri
- 2006 : Mon meilleur ami de Patrice Leconte
- 2006 : Quatre Étoiles de Christian Vincent
- 2006 : U de Grégoire Solotareff et Serge Elissalde
- 2007 : Dialogue avec mon jardinier de Jean Becker
- 2009 : Gamines d'Eleonore Faucher
- 2009 : L'éternel masculin de Marc-Henri Dufresne
- 2009 : La Véritable Histoire du chat botté de Pascal Hérold, Jérôme Deschamps et Macha Makeieff
- 2009 : À l'origine de Xavier Giannoli
- 2009 : Ricky de François Ozon
- 2010 : Camping 2 de Fabien Onteniente
- 2010 : Voir la mer de Patrice Leconte
- 2010 : Au fond des bois de Benoît Jacquot
- 2012 : L'Œil de l'astronome de Stan Neumann
- 2013 : Turf de Fabien Onteniente
- 2013 : Pour une femme de Diane Kurys
- 2014 : Arrête ou je continue de Sophie Fillières
- 2014 : Une nouvelle amie de François Ozon
- 2015 : Foujita de Kōhei Oguri
- 2016 : Frantz de François Ozon
- 2017 : La Promesse de l'aube d'Éric Barbier
- 2018 : Normandie nue de Philippe le Guay
- 2019 : Debout sur la montagne de Sébastien Betbeder
- 2022 : L'Innocent de Louis Garrel
- 2023 : Mon crime de François Ozon
- 2024 : Le Dernier des Juifs de Noé Debré

### Télévision
- 1983 : Le Jour le plus court de Pierre Kast
- 1985 : L'Homme des couloirs de Charles Bitsch
- 1986 : À nous les beaux dimanches de Robert Mazoyer
- 1986 : Le Grillé et le Bouilli d'Emmanuel Laurent
- 1988 : La Belle Anglaise de Jacques Besnard
- 1989 : La Patronne de Daniel Losset
- 1989 : Des bûches et des tuiles de Jean Larriaga
- 1990 : L'Invité clandestin de Michel Mitrani
- 1990 : Orages d'été (série) de Jean Sagols
- 1990-1992 : Imogène de François Leterrier
- 1991 : Le Squale de Claude Boissol
- 1991 : L'Enveloppe de Yves Lafaye
- 1991 : Le Lyonnais de Michel Favart
- 1991 : Cas de divorce (Antoine Arnaud) épisode 91
- 1992 : Le Roi Mystère de Paul Planchon
- 1992 : Cérémonie religieuse de Bernard Dumont
- 1992 : La Maison du juge, Maigret de Bertrand Van Effenterre
- 1993 : Louis Renault de Jean Larriaga
- 1993 : Le Dernier Tour de Thierry Chabert
- 1995 : Police des polices de Michel Boiron
- 1996 : Saint-Exupéry : La dernière mission de Robert Enrico
- 1999 : Le Refuge d'Alain Schwartzein
- 1999 : Maigret (Meurtre dans un jardin potager) d'Edwin Baily
- 2003 : Ambre a disparu de Denys Granier-Deferre
- 2003 : Trois femmes flics de Philippe Triboit
- 2004 : Sœur Thérèse.com de Joyce Bunuel
- 2004 : La Bonté d'Alice de Daniel Janneau
- 2005 : L'insoumise de Claude d'Anna
- 2005-2006 : Commissaire Cordier de Bertrand Van Effenterre
- 2006 : Gaspard le bandit de Benoît Jacquot
- 2006 : L'État de Grace de Pascal Chaumeil
- 2007 : Le Pendu de Claire Devers
- 2007 : Sauveur Giordano de Bertrand Van Effenterre
- 2008 : Clémentine de Denys Granier-Deferre
- 2008 : Villa Marguerite de Denis Malleval
- 2009 : La Belle Vie de Virginie Wagon
- 2009 : Nicolas Le Floch, de Nicolas Picard-Dreyfuss
- 2010 : Contes et nouvelles du XIXe siècle : Aimé de son concierge de Olivier Schatzky
- 2010 : Le Cas de madame Luneau, d'après Maupassant de Philippe Bérenger
- 2012 : Rapace de Claire Devers
- 2012 : Pour toi j'ai tué de Laurent Heynemann
- 2013 : Louis la Brocante (Louis et les bruits de couloirs)
- 2014 : Fais pas ci, fais pas ça (saison 7, épisode 5)
- 2015 : Flic tout simplement d'Yves Rénier
- 2015 : La Vie devant elles de Gabriel Aghion
- 2015 : Le Chapeau de Mitterrand de Robin Davis
- 2015 : Meurtres au Mont Ventoux de Thierry Peythieu
- 2016 : Monsieur Paul d'Olivier Schatzky
- 2017 : La Vie devant elles (saison 2) de Gabriel Aghion
- 2018 : Tu vivras ma fille de Gabriel Aghion
- 2020 : Mongeville - Le bal des Tartuffes de Denis Malleval
- 2021 : Capitaine Marleau - L'Homme qui brûle de Josée Dayan
- 2021 : Laval, le collaborateur de Laurent Heynemann
- 2022 : Toutes ces choses qu'on ne s'est pas dites de Miguel Courtois
- 2024 : La Maman du bourreau de Gabriel Aghion
- 2025 : Capitaine Marleau - La 7ème danse de Josée Dayan